# Monte Stivo
Der Monte Stivo (Dialekt Stif) ist ein 2059 m s.l.m. hoher Berg in den Gardaseebergen im Trentino, Italien.

## Etymologie
Der Monte Stivo wurde erstmals 1460 schriftlich erwähnt. Bei Joseph von Sperges wird er im 18. Jahrhundert als Mons Stis geführt. Im Atlas Tyrolensis von Peter Anich erscheint er als Stivo Mons.
Noch bis in das 19. Jahrhundert wurde der Berg von den Bewohnern des Lagertals dagegen als Zubiana bezeichnet. Die Bezeichnung wurde aber zugunsten des aus Arco stammenden Namens Stivo im 20. Jahrhundert aufgegeben.
Die Herkunft des Wortes Stivo ist umstritten. Nach Christian Schneller leitet sich der Name aus dem deutschen stief im Sinne von steil ab. Nach Ernesto Lorenzi ist die Deutung falsch, da nur die Ostseite zum Lagertal hin steil ist, diese aber in der Vergangenheit als Zubiana bezeichnet wurde.
Andere sehen eine Wortherkunft aus dem lateinischen aestivus, da der Berg für die Sommerweide genutzt wurde.

## Lage und Beschreibung
Der Monte Stivo liegt am nordöstlichen Ende des Gardasees, östlich von Arco und westlich von Rovereto.
Er gehört zur Bondone-Stivo-Kette, die im Osten vom Etschtal und im Westen vom Valle dei Laghi, Valle di Cavedine und vom Sarca-Tal eingegrenzt wird. Der Monte Stivo ist die höchste Erhebung im südlichen Bereich der Kette und wird im Norden vom Joch La Bassa (1684 m) eingegrenzt. An seiner Südseite liegt der Passo Santa Barbara (1169 m), der zugleich die Grenze zum südlichen angrenzenden Monte Creino (1292 m) bildet. Seine Südostseite grenzt an das obere Talende des Gresta-Tals mit dem Talort Ronzo-Chienis, dieser ist auf einer gut ausgebauten, kurvenreichen Provinzstraße von Loppio aus zu erreichen.
An der Ostseite fällt der Gipfel in einer Wandflucht und einer mit Schutt und Geröll gefüllten Rinne zunächst steil zum Passo Bordala (1250 m) und der von Villa Lagarina kommenden Provinzstraße ab. Die Ostflanke läuft danach in mehreren mit Wald und Ackerflächen bedeckten Stufen bis zur Etsch aus.
Die im oberen Bereich mit Almflächen und später mit Niederwald bedeckte Westflanke, über die von Arco die Provinzstraße Monte Velo führt, fällt dagegen flacher und gleichmäßiger bis zum Ortsrand von Arco ab. Die Nordseite des Monte Stivo ist von Drena aus über eine bei der Malga Campo di Arco endende Fahrstraße zu erreichen.
Von seinem Gipfel ergibt sich ein grandioser Rundumblick sowohl auf den Gardasee als auch auf die umliegenden Berge. Zu sehen sind unter anderem im Westen die Adamello-Presanella-Alpen, im Nordwesten die Brentagruppe, im Nordosten die Dolomiten und den Lagorai sowie im Osten die Vizentiner Voralpen. Knapp unterhalb des Gipfelkreuzes steht auf der Westseite des Berges das Rifugio Stivo (2012 m). Die Hütte der Società degli Alpinisti Tridentini (SAT) ist dem aus Arco stammenden ersten Präsidenten der SAT, Prospero Marchetti, gewidmet.

## Geschichte
Der Monte Stivo wurde bereits in der Ur- und Frühgeschichte von Menschen aufgesucht. Wie der südlich angrenzende Monte Baldo und der nördlich gelegene Monte Bondone lag der Monte Stivo gegen Ende der letzten Kaltzeit auf einem eisfreien Kamm, der im Osten vom Etschgletscher und im Westen von einem seiner Seitenarme, dem Gardaseegletscher, eingerahmt war. In der Altsteinzeit drangen zunächst Jäger auf dem Kamm Richtung Norden vor.
1998 wurde in der Nähe der Stivo-Hütte auf über 2000 m Höhe eine Pfeilspitze aus Feuerstein gefunden, die der Kupfersteinzeit zuzuordnen ist. Eine ähnliche Pfeilspitze war bereits zu Beginn des 20. Jahrhunderts am Passo Bordala aufgefunden worden. Eine weitere Pfeilspitze mit Keramikresten war in den 1980er Jahren an den südöstlichen Ausläufern entdeckt worden. Die Funde werden zwischen der frühen und mittleren Bronzezeit zugeordnet. Oberhalb des Passo Santa Barbara liegt geschützt an einem kleinen Kamm eine weitere archäologische Fundstätte. Hier wurde unter anderem mehrere Keramikreste gefunden, die aus der späten Bronzezeit und der frühen Eisenzeit stammen. Nach Ansicht der Archäologen könnte es sich hier um einen Kultplatz gehandelt haben, wahrscheinlich um einen Brandopferplatz. Auch eine Nutzung als Urnengrabplatz kann nicht vollkommen ausgeschlossen werden. Ähnliche Funde wurden in der Nähe der Ruine des Castello di Castellino nordöstlich des Passo Santa Barbara gemacht, was auf eine gewisse menschliche Präsenz am Monte Stivo hinweist.
Das im 13. Jahrhundert an den westlichen Ausläufern des Monte Stivo erstmals erwähnte Castello di Castellino war von den Herrn von Arco an der Grenze ihrer Ländereien errichtet worden. Die später zum Jagdschloss mutierte Wehranlage wurde im spanischen Erbfolgekrieg von den Truppen Vendômes 1703 zerstört.
Die alpinistische Erschließung des Monte Stivo begann mit dem Bau der Schutzhütte durch die Sektion Arco der SAT 1906. Für den Bau hatte sich auch die Sektion Arco des Deutschen und Oesterreichischen Alpenvereins interessiert, allerdings gelang es der SAT sich den Baugrund zuerst abzusichern.
Im Sommer 1914 wurde der Monte Stivo von der k.u.k. Armee in den Verteidigungsabschnitt der Festung Riva miteinbezogen. Noch vor dem italienischen Kriegseintritt langten im Frühjahr 1915 mehrere Arbeiterabteilungen aus Niederösterreich in Riva an, die für den Stellungsbau auf dem Monte Stivo und dem benachbarten Monte Creino bestimmt waren.
Anfang August 1915 wurde das k.u.k. Festungskommando Riva dazu aufgefordert, die Arbeiten am Stivo zu beschleunigen. Unter anderem sollte eine vom Passo Santa Barbara führende Seilbahn alsbald fertig gestellt werden. Mitte Dezember 1915 wurden auf dem Monte Stivo zwei Geschützbatterien in Stellung gebracht, die später bei der Malga Stivo in Stellung lagen.
Nach der österreichisch-ungarischen Frühjahrsoffensive im Mai 1916 lag der Stivo nach Geländegewinnen am Loppio-See und im daran östlich angrenzenden Valle del Cameras nur noch in der dritten Linie. Im März 1917 wurde auf dem Gipfel eine kleine Wetterstation errichtet. Im gleichen Jahr wurde zu einem unbekannten Zeitpunkt die Seilbahn stillgelegt und teilweise abgebaut. Im Juli 1918 besuchte Erzherzog Max den Monte Stivo und war Gast in der vom Militär bei Kriegsbeginn beschlagnahmten Stivo-Hütte.

## Alpinismus
Die Wanderung auf den Monte Stivo wird von Bauregger als eine der besten Wanderungen in den Gardaseebergen beschrieben. Eine mögliche Route beginnt bei einem Parkplatz oberhalb des Passo Santa Barbara (1270 m). Von dort verläuft eine Privatstraße zunächst in nordöstlicher und nördlicher Richtung. Es folgt ein Wirtschaftsweg, der durch einen Wald und über die Alm le Prese durch die Südflanke des Monte Stivo zunächst zur Malga Stivo (1768 m) führt. Von dort geht ein Bergpfad in Serpentinen zum und dann auf den Gipfel.
Im Winter ist der Monte Stivo eine beliebte Tour für Skitourengeher.

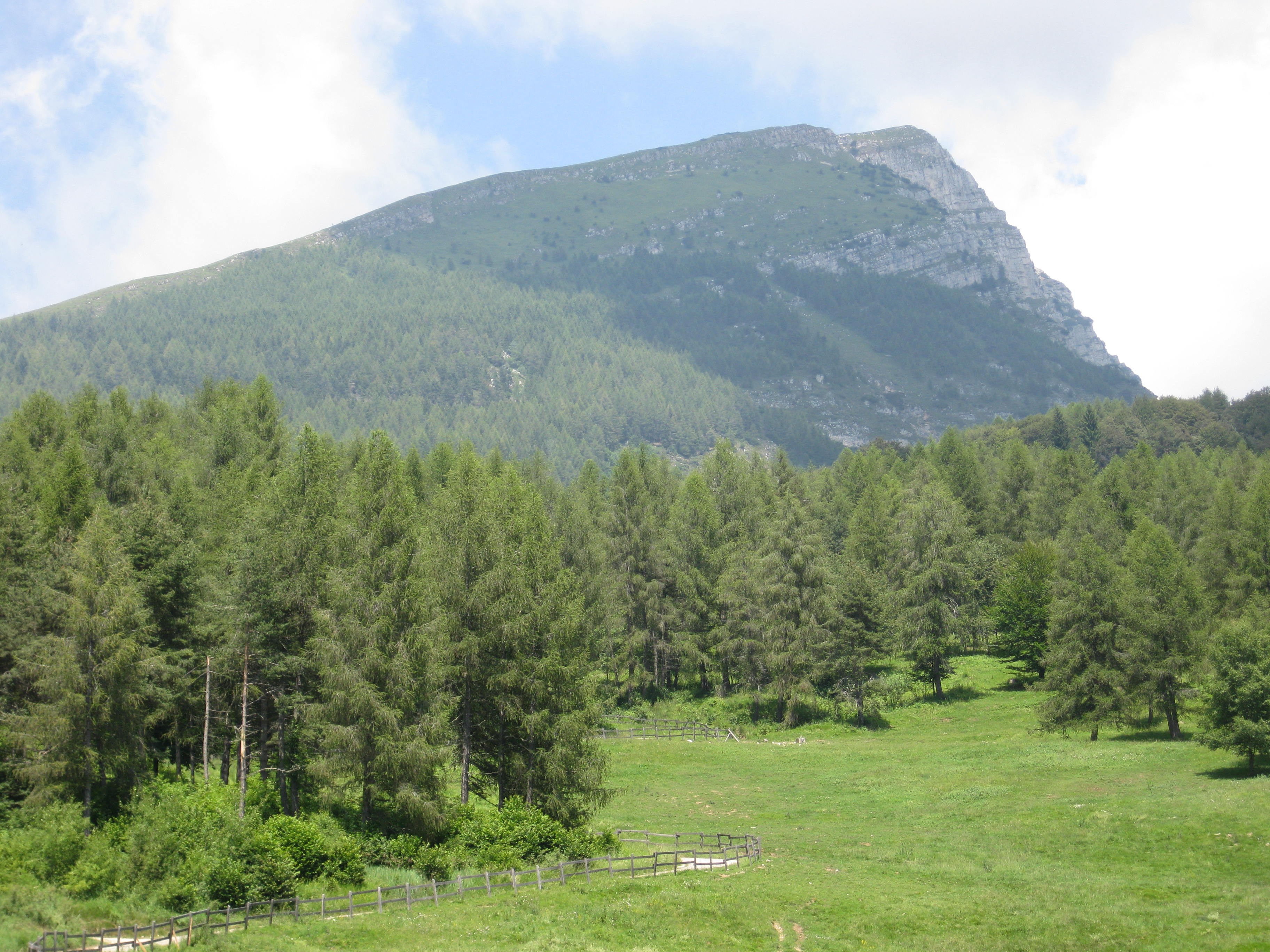
Monte Stivo, vom Weg zwischen Passo S. Barbara und der Alm le Prese aus gesehen
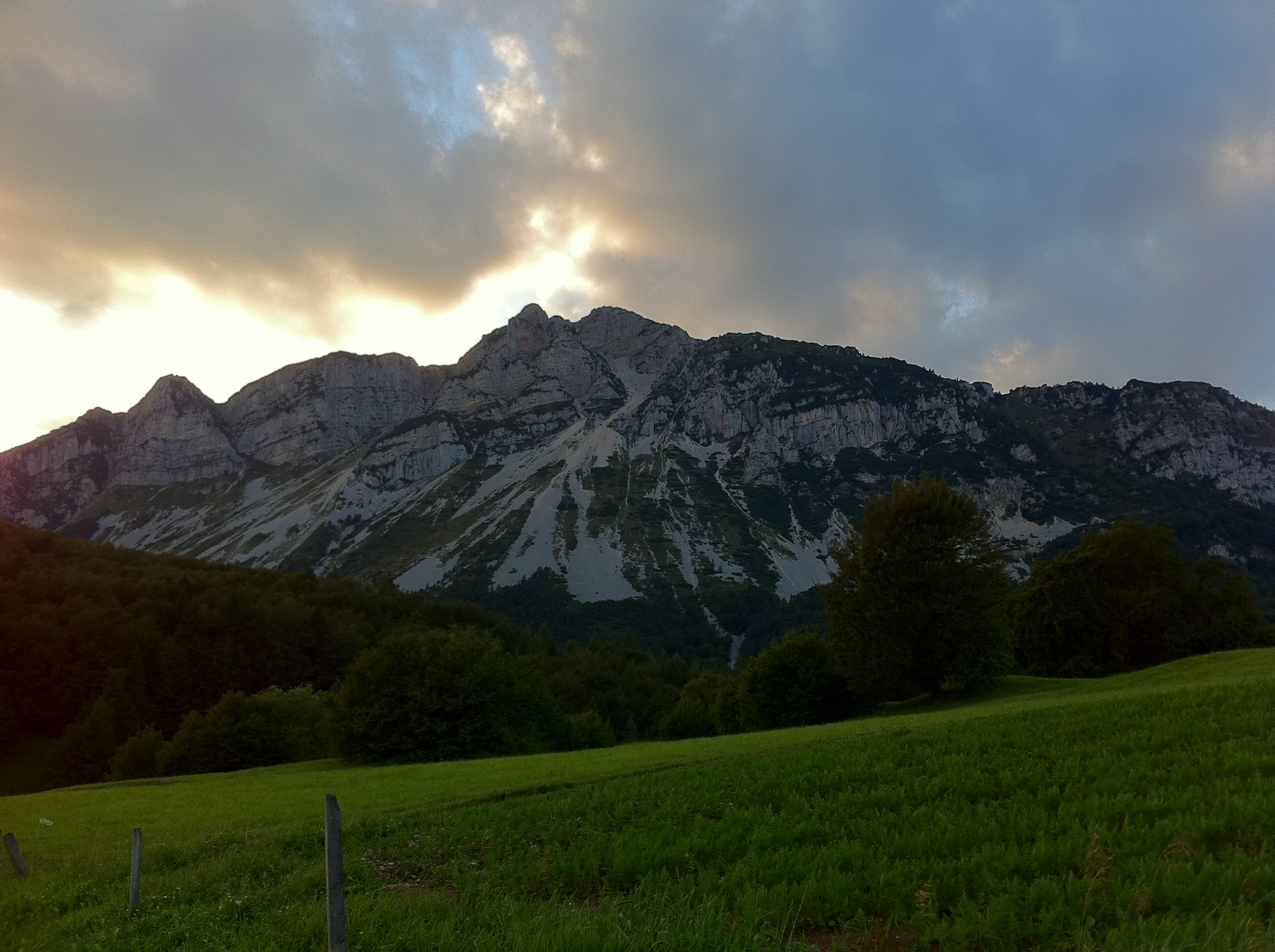
Gipfel des Monte Stivo vom Passo Bordala
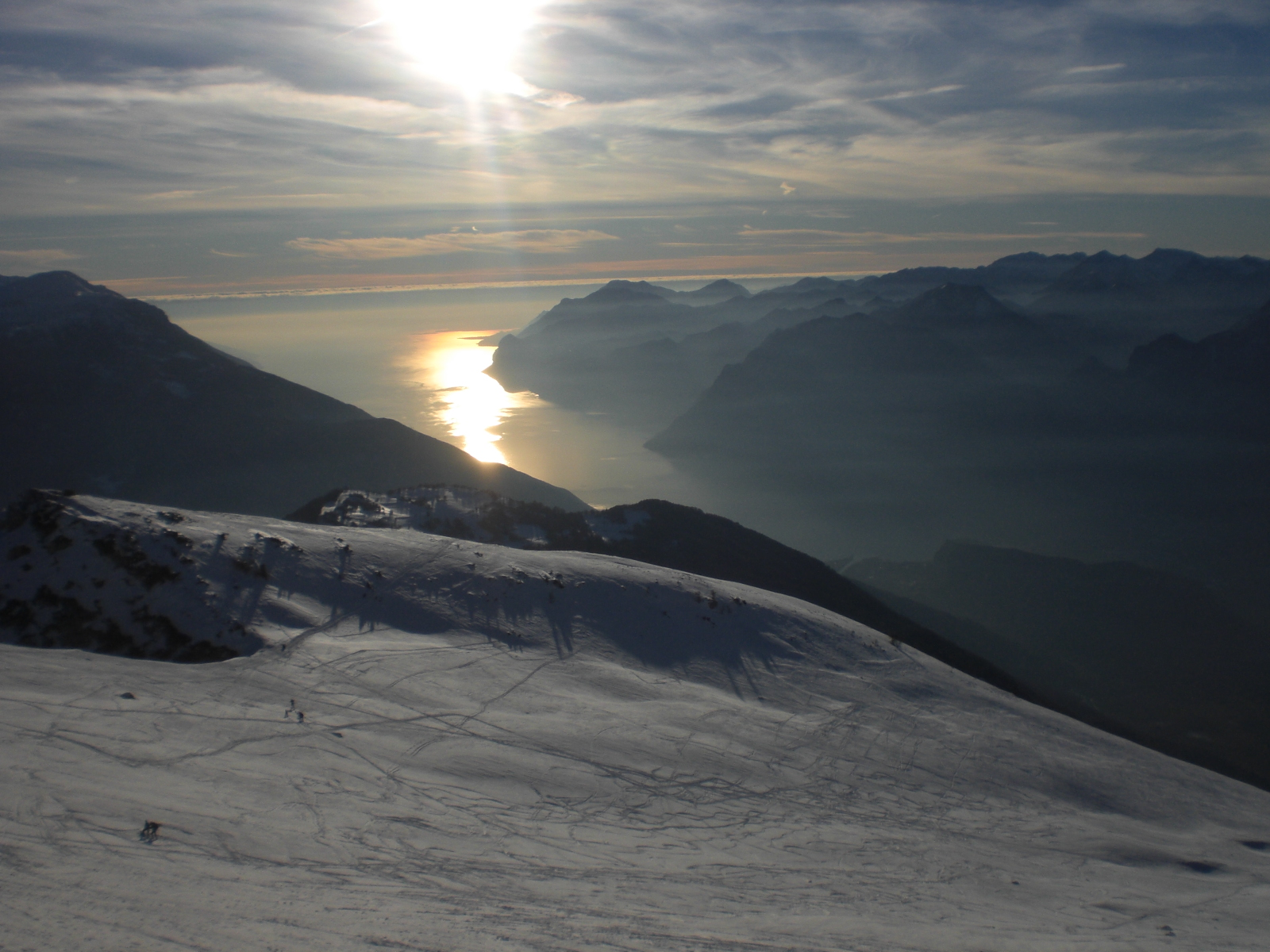
Winterlicher Blick vom Gipfel des Monte Stivo auf den Gardasee
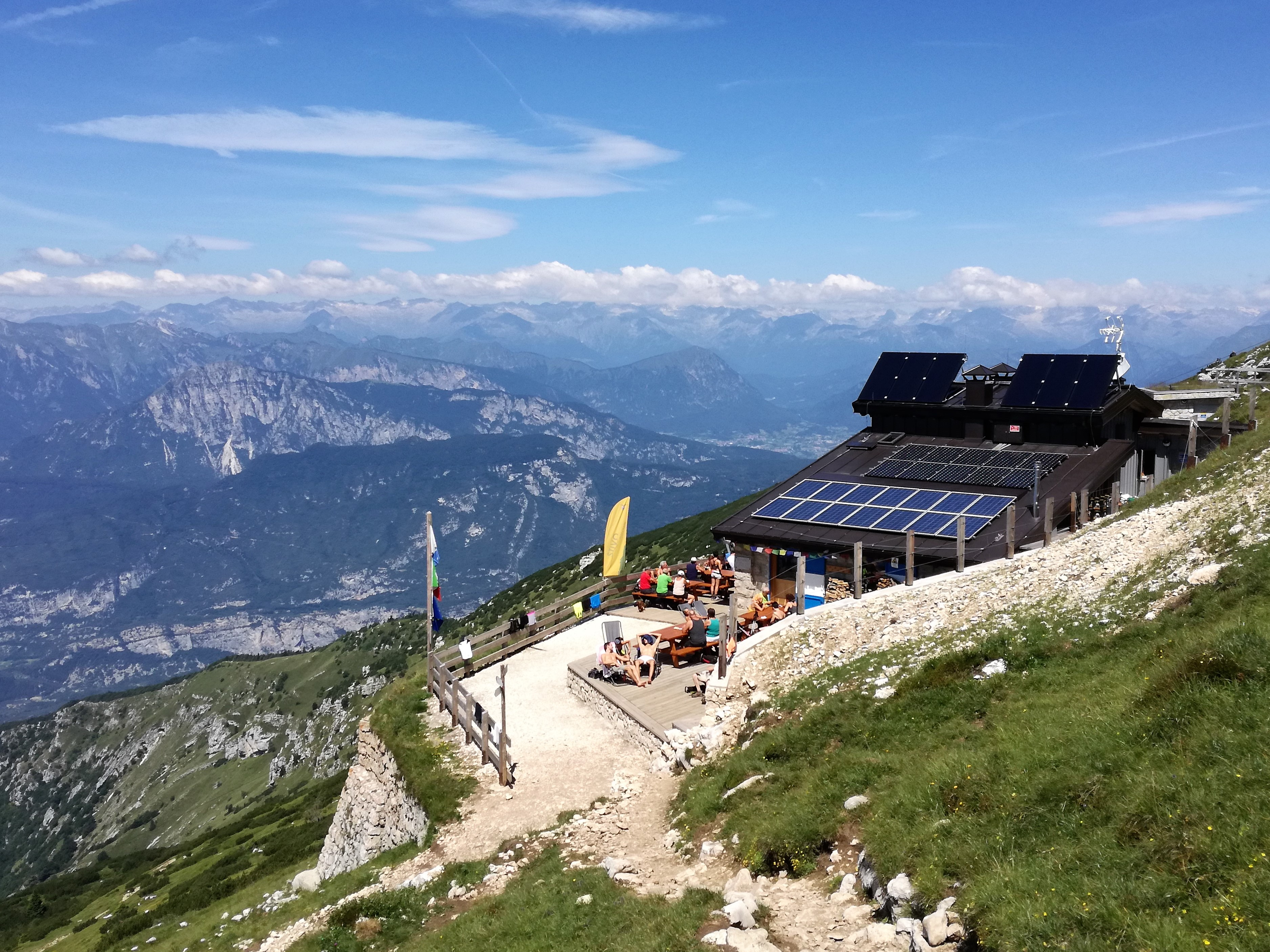
Rifugio Stivo Prospero Marchetti